# Гркљан
Гркљан (лат. larynx) је почетни, горњи део део доњих дисајних путева и орган који заједно са усном, носном дупљом и ждрелом учествује у стварању гласа.
Налази се у врату, између корена језика и подјезичне кости (лат. os hyoideum), са горње стране и душника са доње стране, испред гркљанског дела ждрела (лат. pars laryngea pharyngis) у висини пршљенова C4, C5 C6, а код жена и старијих особа, може стићи и до нивоа пршњена C2.
Гркљан се састоји од гркљанске дупље и њених зидова, које чине хрскавице, унутрашњи зглобови, везивно ткиво, крвни судови, живци, подслузокожа (лат. membrana fibroelastica laryngis) и слузокожа.

## Гркљанска дупља
Гркљанска дупља (лат. cavitas laryngis) је облика пешчаног сата у фронталном пресеку. Има два отвора: 
- улазни отвор и
- доњи отвор, који га повезује са душником у висини прстенасте хрскавице (лат. cartilago cricoidea). Састоји се од три спрата:
- улазни део (лат. vestibulum laryngis), који се пружа од улазног отвора, до лажних гласних жица (лат. plicae vestibulares) у облику пара слузокожних набора
- сужени део (лат. ventriculus laryngis), између лажних и правих гласних жица (лат. plicae vocales).
- доњи део (лат. cavitas infraglottica) облика левка са врхом окренутим навише и базом окренутом наниже, одакле се наставља душник

## Хрскавице гркљана
У гркљану се налазе парне и непарне, велике и мале хрскавице, састављених од стакластог (хијалног) и мрежастог (еластичног) типа. Хијалне хрскавице се са старењем окоштавају. Све мале хрскавице у гркљану су еластичне.{{sfn|Јовановић|9. 11. 2011} 
У гркљану се налазе велике хрскавице:
- непарна хијална хрскавица у предњем зиду гркљана
- непарна хијална хрскавица у предњем и задњем зиду зиду гркљана
- непарна еластична хрскавица (лат. cartilago epiglottica), која отвара и затвара гркљан
- парна хрскавица у задњем зиду гркљана

## Мишићи гркљана
Мишићи гркљана су кратки мишићи који се припајају са оба своја краја на хрскавицама гркљана. Њих оживчава живац луталац, преко две своје гране: доњи гркљански живац и горњи гркљански живац (само крикотироидни мишић). Према функцији коју обављају мишићи гркљана могу бити:
- затезачи гласних жица:

1. M. vocalis
2. M. cricothyroideus
- одмицачи гласних жица

1. M. cricoarytenoideus posterior
- примицачи гласних жица

1. M. cricoaytenoideus lateralis
2. M. arytenoideus obliqus
3. M. arytenoideus transversus
4. M. thyroarytenoideus
- отварачи улаза у гркљан

1. M. thyroepigloticus
- затварачи улаза у гркљан

1. M. aryepigloticus